# 被驱逐者联合会
被驱逐者联合会（德語：Bund der Vertriebenen，缩写为BdV）是一个非营利组织，于1957年10月27日在西德成立，代表1949年后德国各族裔国民和外籍德意志人及其家人（通常归化为德国国民）的利益，这些人要么逃离中欧和东欧地区的家园，要么在二战后被强行驱逐。
自2014年以来，联合会主席一直是伯恩德·法布里图斯（Bernd Fabritius），一位来自巴伐利亚基督教社会联盟的政治家。